# Призрак в доспехах (фильм, 2017)
«Призрак в доспехах» (англ. Ghost in the Shell) — американский научно-фантастический боевик 2017 года режиссёра Руперта Сандерса, основанный на одноимённой манге Масамунэ Сиро 1989 года и повествующий о киборге, жаждущем узнать своё прошлое. Главные роли исполнили Скарлетт Йоханссон, Пилу Асбек и Такэси Китано.
Премьерный показ фильма состоялся 16 марта 2017 года в городе Токио. В прокате США фильм стартовал 31 марта 2017 года в форматах 2D, 3D, IMAX 3D и 4DX. В России премьера прошла 30 марта 2017 года в формате 3D.

## Сюжет
Действие происходит в недалёком будущем. Кибернетика полностью вошла в повседневную жизнь людей, в том числе синтетические имплантаты, улучшающие различные способности, такие как зрение, сила и интеллект.
Молодая женщина Мира Киллиан приходит в себя в лаборатории корпорации Hanka Robotics. Доктор Уэлет объясняет ей, что родители Киллиан погибли в результате атаки террористов, а её удалось спасти, однако из-за повреждений её тело пришлось заменить на искусственное. Теперь она — первый в мире боевой киборг с полностью синтетическим телом и человеческим мозгом. Директор компании Каттер решает использовать Киллиан в качестве агента по борьбе с терроризмом, несмотря на возражения Уэлет.
Год спустя Киллиан получила звание «Майор» в контртеррористической группе «Девятый отдел», где она работает совместно с оперативниками Бато, Тогусой, Сайто и другими членами под руководством Дайсукэ Арамаки. Задача отдела — останавливать самых опасных преступников и экстремистов. В процессе работы в отделе Киллиан начинают беспокоить галлюцинации, которые доктор Уэлет объясняет как «сбои», а также то, что она мало помнит о своём прошлом. Команда пресекает террористическую атаку во время бизнес-конференции Hanka, и Киллиан уничтожает роботизированную гейшу, убившую заложника. Мира и Бато при помощи доктора Далин, консультанта «Девятого отдела», узнают, что гейша была взломана неизвестным по имени Кудзэ. Киллиан нарушает протокол и «проникает» в её искусственный интеллект. Сущность пытается противостоять, и Бато вынужден отключить её. Используя информацию, которую Мира смогла собрать, они выслеживают хакера в ночном клубе, где их заманивают в ловушку. Взрыв в клубе лишает глаз Бато и сильно повреждает тело Киллиан. Каттер возмущён действиями Киллиан, и угрожает Арамаки закрытием отдела, если его работники будут заниматься самоуправством.
Кудзэ выслеживает доктора Далин и убивает её. Команда связывает её убийство со смертями других исследователей компании и понимает, что следующая цель Кудзэ — это доктор Уэлет. Кудзэ берёт под контроль двух санитарных рабочих за рулём мусоровоза и отправляет их убить Уэлет. Бато, теперь с кибернетическими глазами, выстрелом устраняет одного из них, в то время как отремонтированная Киллиан обезвреживает другого. Во время его допроса команда слышит голос Кудзэ, после чего рабочий совершает самоубийство. Тогуса прослеживает секретное место, где команда обнаруживает большое количество людей, мысленно связанных между собой временной сигнальной сетью. Кудзэ берёт в плен Миру, и от него она лично узнаёт правду о своём прошлом: она не первый, а 99-й киборг, все предыдущие попытки поместить человеческий мозг в кибертело закончились неудачно. Hanka Robotics уничтожала все следы прошлых экспериментов, однако Кудзэ удалось сбежать. Кудзэ сообщает, что его задача — отомстить корпорации, и отпускает Майора, которая отправляется на поиски своего прошлого.
Мира посещает доктора Уэлет, которая признаёт, что её воспоминания имплантированы, тем самым подтвердив слова Кудзэ и опровергнув гибель родителей Киллиан от рук террористов. После этих откровений Мира замыкается в себе и пропадает из виду всех коллег. Затем её задерживают оперативники военизированного подразделения компании Hanka и привозят в лабораторию. Каттер, заявив, что Киллиан вышла из-под контроля, заставляет Уэлет ввести ей смертоносную жидкость. Вместо этого Уэлет, симпатизирующая Мире и уверенная, что та — «больше, чем человек», вводит ей в мозг настоящие воспоминания, отпускает её и отдаёт ключ от квартиры, где «находится её прошлое». Мира сбегает, а Каттер убивает Уэлет, однако на совещании с членами отдела обвиняет в этом сбежавшую Киллиан. Затем он сообщает Арамаки и команде, что Киллиан должна быть ликвидирована любыми способами.
Тем временем Майор прибывает в квартиру овдовевшей японки средних лет, от которой узнаёт, что дочь женщины, Мотоко Кусанаги, занималась антитехнологической пропагандой, писав статьи на эту тему. Затем Мотоко сбежала, когда в дом прибыли полицейские, после чего матери заявили о самоубийстве дочери и отдали её прах. Мира понимает, что её настоящее имя — Мотоко. Она уходит, и, следуя за флэшбэками, находит святилище, в котором она пряталась вместе с единомышленниками, и откуда её выкрали люди корпорации Hanka для проведения экспериментов. Возле святилища Киллиан встречает Кудзэ, а затем вспоминает, что они прятались там вместе. Затем к храму прибывает боевой паукообразный танк — новая разработка Hanka, которым дистанционно управляет лично Каттер. Танк наносит обоим киборгам сильные повреждения, однако Майору в последний момент удаётся вскрыть его броню, при этом лишившись руки. Смертельно раненый Кудзэ предлагает Киллиан присоединиться к нему в уходе из этого мира, но она отказывается и говорит, что он всегда будет с ней. После чего в Кудзэ стреляет снайпер с вертолёта, посланного Каттером. Однако Сайто подбивает вертолёт и он терпит крушение. Бато и его команда, спасшиеся в свою очередь от подчинённых Каттера, забирают Миру. Арамаки приходит в офис Каттера и сообщает, что у него есть санкция от премьер-министра на его устранение. Затем он связывается с Киллиан, и, получив её разрешение, убивает Каттера.
В финале вновь отремонтированная Мира, обретшая истинную личность как Мотоко, смотрит на могильный камень со своим именем и воссоединяется с матерью, прежде чем вернуться к работе в «Девятый отдел».

## В ролях
| Актёр              | Роль                                   |
| ------------------ | -------------------------------------- |
| Скарлетт Йоханссон | майор Мира Киллиан / Мотоко Кусанаги   |
| Пилу Асбек         | Бато                                   |
| Майкл Питт         | Хидэо Кудзэ                            |
| Такэси Китано      | Дайсукэ Арамаки, глава Девятого отдела |
| Жюльет Бинош       | доктор Уэлет                           |
| Питер Фердинандо   | Каттер, глава компании «Ханка»         |
| Каори Момои        | Хаири                                  |
| Чинь Хань          | Тогуса                                 |
| Данусия Самал      | Ладрия                                 |
| Ласарус Ратуэре    | Исикава                                |
| Ютака Идзумихара   | Сайто                                  |
| Таванда Маниймо    | Бома                                   |
| Анамария Маринка   | доктор Далин                           |
| Рила Фукусима      | гейша в красном                        |
| Майкл Уинкотт      | доктор Осмунд                          |

## Производство

### Создание
В 2008 году DreamWorks Pictures и Стивен Спилберг приобрели права на создание киноадаптации оригинальной манги. Позже стало известно, что продюсерами выступят Ави Арад, Ари Арад и Стивен Пол, а сценаристом — Джейми Мосс. В октябре 2009 года было объявлено, что Лаэта Калогридис заменила Мосса в качестве сценариста.
24 января 2014 года поступило сообщение, что снимать фильм будет Руперт Сандерс по сценарию Уильяма Уилера. Уилер работал над сценарием примерно полтора года, позже сказав: «Это широкомасштабный процесс. Я думаю, что я был вторым или третьим в числе кандидатов, и я знаю, что было не менее шести или семи сценаристов». Джонатан Херман также принимал участие в создании сценария. В мае 2015 года Paramount Pictures заключила договор с DreamWorks о совместном производстве и финансировании фильма.

### Кастинг
3 сентября 2014 года было объявлено, что Марго Робби начала вести предварительные переговоры о получении главной роли. 16 октября 2014 года стало известно, что DreamWorks предложила Скарлетт Йоханссон гонорар в размере 10 млн долларов за участие в съёмках после того, как переговоры с Робби не увенчались успехом, поскольку она предпочла сняться в фильме «Отряд самоубийц» в роли Харли Квинн.
10 ноября 2015 года Пилу Асбек получил роль Бато. На эту роль также рассматривался Маттиас Схунартс. 19 ноября 2015 года появились сообщения, что Сэм Райли может сыграть Кудзэ, лидера опасных преступников и экстремистов. Однако 4 февраля 2016 года издание Variety написало, что Майкл Питт ведёт переговоры по поводу этой роли. 3 марта 2016 года сайт TheWrap сообщил, что японский актёр и режиссёр Такэси Китано получил роль Дайсукэ Арамаки.
В апреле 2016 года был объявлен актёрский состав, включающий в себя Скарлетт Йоханссон, Такэси Китано, Жюльет Бинош, Майкла Питта, Пилу Асбека, Каори Момои, Чиня Ханя, Данусию Самал, Ласаруса Ратуэре, Ютаку Идзумихару и Таванду Маниймо. 25 мая 2016 года Рила Фукусима присоединилась к актёрскому составу фильма.

### Съёмки
Съёмочный процесс стартовал 1 февраля 2016 года в Веллингтоне, продлившийся там до 3 июня. Спустя четыре дня съёмки начались в Гонконге на улицах Пак Хой (Джордан) и Вусанг (Яуматэй), где проходили в течение нескольких дней. Также фильм частично снимался у Дома-монстра.

## Релиз

### Выпуск
Первоначальный выпуск «Призрака в доспехах» был запланирован на 14 апреля 2017 года студией Touchstone Pictures, которой владеет Walt Disney Studios Motion Pictures. Disney заключила с DreamWorks соглашение о дистрибуции ещё в 2009 году. В апреле 2015 года Disney перенесла дату выхода фильма в Северной Америке на 31 марта 2017 года, отдав студии Paramount Pictures право на международное распространение. Однако в сентябре 2015 года было сообщено, что DreamWorks и Disney не будут возобновлять свою дистрибьюторскую сделку, срок действия которой истекал в августе 2016 года. В январе 2016 года Disney сняла с себя полномочия по дистрибуции фильма после того, как соглашение DreamWorks с Universal Studios о распространении было завершено в декабре 2015 года. В итоге права на дистрибуцию фильма были полностью переданы студии Paramount вместо Universal.
Премьерный показ фильма состоялся 16 марта 2017 года в Токио. В США кинолента вышла 31 марта 2017 года в форматах 2D, 3D, IMAX 3D и 4DX. В России прокат фильма стартовал 30 марта 2017 года в формате 3D.

### Издания
«Призрак в доспехах» вышел в цифровом формате 7 июля 2017 года, а на Ultra HD Blu-ray, Blu-ray 3D, Blu-ray и DVD — 25 июля. Фильм находился на втором месте в чартах Top 20 NPD VideoScan First Alert и Top 10 журнала Home Media Magazine в конце июля 2017 года. Сборы фильма от продаж DVD и Blu-ray составили 13,5 млн долларов.

## Приём

### Кассовые сборы
«Призрак в доспехах» собрал 40,6 млн $ в Северной Америке и 129,2 млн $ в других странах. Итоговые сборы фильма составили 169,8 млн $ при бюджете в 110 млн $, что сайт Deadline Hollywood  посчитал «кассовым провалом».
В Северной Америке «Призрак в доспехах» вышел в прокат вместе с «Боссом-молокососом» и «Женой смотрителя зоопарка», и, согласно прогнозам, в первые выходные должен был собрать около 25 млн $ из 3 440 кинотеатров. Сборы от ночных предпоказов в четверг составили 1,8 млн $, а в пятницу — 7,7 млн $. По итогам первого уик-энда фильм не оправдал прогнозов, собрав 18,7 млн $ и заняв третье место после кинокартин «Босс-молокосос» и «Красавица и чудовище». Во вторые выходные фильм заработал 7,3 млн $, упав по сборам более чем на 60 % и заняв пятое место в прокате.
Deadline Hollywood объяснил низкие стартовые сборы нижесредними оценками критиков, нечёткой маркетинговой кампанией и неучастием Скарлетт Йоханссон в продвижении фильма в соцсетях. Сайт также сообщил, что фильм понесёт убытки в размерах не менее 60 млн долларов при общей стоимости рекламы и производства в 250 млн долларов.
По сравнению со сборами в Северной Америке за тот же период, старт фильма за рубежом прошёл более удачно с дебютной кассой в 39,7 млн $. Во второй уик-энд сборы составили 41,3 млн $. В Японии фильм вышел 7 апреля и оказался на первом месте, заработав 3,3 млн $ и обогнав мультфильм «Зверопой», возглавлявшего бокс-офис три недели подряд. В Китае кинолента также вышла 7 апреля и дебютировала на первом месте, собрав 21,4 млн $ и сместив с этой позиции фильм «Конг: Остров черепа», возглавлявшего чарт две недели подряд. Тем не менее, «Призрак в доспехах» и там проявил себя гораздо ниже ожиданий, в связи с чем китайские СМИ назвали фильм «провалом».

### Отзывы
Фильм не был показан критикам перед выходом в кинотеатрах. Уже непосредственно в первые дни проката кинолента получила смешанные отзывы. На сайте Rotten Tomatoes его рейтинг составляет 43 % на основе 298 рецензий со средней оценкой 5,5 из 10. Сайт Metacritic дал оценку в 52 балла из 100 на основе 42 отзывов. К достоинствам фильма критики отнесли визуальный стиль, захватывающие и тщательно продуманные будущие технологии, подход к практическим эффектам, последовательность действий и музыкальное сопровождение. Недостатками картины были названы повествование и отсутствие развития главного персонажа.
Глава отдела дистрибуции Paramount Кайл Дэвис высказал мнение, что причиной невысоких оценок критиков стал спорный актёрский состав: «Вы всегда пытаетесь найти равновесие между уважением к источнику и созданием фильма для массовой аудитории. Это вызов, но очевидно, что отзывы не смогли спасти ситуацию». Deadline Hollywood утверждал иное, объяснив прохладные отзывы тем, что фильм «холодный, скучный, бессмысленный и тем самым выглядит старомодным рядом с его футуристическими предками „Матрицей“ и „Бегущим по лезвию“», и предположив, что компания воздержала киноленту от ранних рецензий, потому что в ней «знали, что они имели неудачника».
Майкл Филлипс из Chicago Tribune оценил фильм в 3 звезды из 4: «Это не забавная, остроумная фантастика; верная исходному материалу, она довольно серьёзно рассказывает о последствиях андроид-доминирующей культуры, хотя, конечно же, в „Призраке в доспехах“ есть и гигантские механические пауки с пулемётами». Брайан Труитт из USA Today дал фильму оценку в 1,5 балла из 4, пояснив, что «„Призрак в доспехах“ — это дефектный беспорядок с безжизненными персонажами, упущенными шансами на исследование темы и минным полем неполиткорректности». Манола Даргис из The New York Times выразила разочарование по поводу отсутствия «больших, человечных, чрезмерно человечных вопросов» на фоне таких клише, как погони и перестрелки. Даргис также подвергла критике отсутствие уникальной атмосферы, заявив: «Оригинальная манга происходит в месте, описанном как „странное корпоративное сгруппированное государство под названием Япония“, в то время как этот фильм нигде не раскрывается, это просто универсальный мегаполис, наполненный парящими серыми башнями». Николас Барбер из «Би-би-си» описал фильм как «концептуально и визуально захватывающий дух», будучи тщательно продуманной и детальной антиутопией, которая кажется тревожной реальностью. Джеймс Хэдфилд из The Japan Times утверждал, что фильм, несмотря на его провал, получился лучше предыдущих попыток Голливуда адаптировать аниме для большого экрана.
На сайте Yahoo! Movies Japan фильм имеет рейтинг 3,24 звезды из 5, включая четыре звезды за визуальные эффекты и три за повествование. 10 апреля 2017 года The Hollywood Reporter отметил, что рейтинг адаптации на Yahoo! Movies Japan был выше, чем у оригинального аниме 1995 года (3,5 против 3,2).

## Критика подбора актёров
На Западе фильм вызвал общественный резонанс из-за выбора актрисы с европейской внешностью на роль героини азиатского происхождения. Критики такого решения обвинили создателей фильма и Йоханссон в «выбеливании», продвижении расизма, оскорблении чувств азиатов и их культуры. Например, Пава Шамдасани из американского журнала Asia Times утверждал, что такие элементы из оригинального произведения, как японское происхождение, виды города, созданные под вдохновением видов Гонконга, и сюжет, наполненный восточной философией — были вырезаны на корню в экранизации, в которой создатели грубо проигнорировали всё азиатское и для последнего плевка — надели на белую актрису чёрный парик. Другие критики связали это со страхом киносоздателей понести возможные убытки, если главными героями будут не белые. В ответ на подобные заявления продюсер Стивен Пол в своём интервью BuzzFeed заявил о том, что видит мир «Призрака в доспехах» интернациональным, что привело к огромному национальному разнообразию актёрского состава фильма; в нём представлены актёры самых разных национальностей; от белых и азиатов до чёрных. Продюсер уверил, что никогда не задумывал задевать чьи-либо чувства и увидел в экранизации данной манги редкую возможность сделать женщину главным героем.
Японские зрители, наоборот, в общем были удовлетворены выбором Йоханссон в роли майора Кусанаги и удивились негативной реакции на Западе. Некоторые из них посчитали, что там слишком много внимания уделяют внешности героев, и даже усмотрели в этой истории целенаправленную травлю, развёрнутую против молодой актрисы. Директор международного бизнес-отделения компании Коданся Сэм Ёсиба отметил, что считает Скарлетт Йоханссон опытной актрисой, подходящей для кино в жанре «киберпанк». По его словам, никто изначально не ждал японской актрисы в главной роли, однако этот фильм в компании рассматривают как возможность распространения наследия Японии по всему миру. Мамору Осии, режиссёр оригинального аниме, также высказался в защиту Йоханссон, отметив, что героиня имеет ненастоящее имя и тело, а значит необязательно должна быть с азиатской внешностью, даже если обладала ею ранее. Мамору уверен, что за противниками такого выбора стоят политические мотивы, а искусство свободно от этого. Защитники «выбеливания» стали использовать реакцию японцев в качестве главного довода своей правоты, что вызвало критику со стороны веб-сайта The Ringer. Редактор сайта Джастин Чарити отмечал, что этнические японцы меньше подвержены влиянию плюрализма, чем американские азиаты, поскольку исторически последние были плохо представлены в западных медиа, и «Призрак в доспехах» стал упущенным шансом для этого. Противники также высказывали мнение, что на участие в фильме актрисы другой расы, даже китайского происхождения, японская общественность определённо среагировала бы гораздо хуже.